# Rasti Rostelli
Roland van den Berg (Oranjestad (Aruba), 19 november 1955) is een Nederlandse hypnotiseur bekend geworden onder de naam Rasti Rostelli. 
Na een opleiding als radio/tv-technicus werkte hij een aantal jaren bij Philips. Vervolgens werd hij eigenaar van een aantal restaurants die hij verkocht toen hij zich meer ging toeleggen op hypnose. 
Zijn shows werden erg goed bezocht, wat in 1995 tot een televisieprogramma bij Veronica leidde.
Zijn carrière raakte echter in het slop door de zaak-Dutroux waarbij hij zelfs even verdachte was omdat An Marchal en Eefje Lambrecks het laatst gezien waren in zijn show in Blankenberge op 22 augustus 1995. In 2004 werd hij niet langer verdacht; zijn technisch assistent getuigde nog wel in de rechtszaak.
In april 2007 deed Rasti Rostelli mee aan het pokerprogramma Celebrity Poker op Tien.
De zogenoemde Rasti Rostelli-arresten zijn arresten die van belang zijn voor de rol van de overheid als privaatrechtelijk beheerder, en het vanuit die hoedanigheid beperken van grondrechten, in het bijzonder van de vrijheid van meningsuiting.
Op 22 oktober 2015 ging een truc van Rostelli mis toen hij met een kruisboog geblinddoekt een student van de Hogeschool van Arnhem en Nijmegen in zijn kin schoot. De studenten belandden in shock en de workshop werd meteen afgelast, al viel de wond mee. De organisatie zei niet van tevoren van de stunt te hebben geweten.
Sinds 2020 werkt hij via diverse optredens in onder andere Utrecht, Rosmalen en Eindhoven aan een come-back samen met hypnotiseur Menno Bandini, die door hem werd opgeleid tot hypnotiseur.
In 2022 verscheen een tweedelige documentaire over Rostelli op Videoland, genaamd Rasti Rostelli: The Show Must Go On.

## Kritiek
Zijn krachten als hypnotiseur zijn omstreden. Zo zijn veel trucs, zoals de bekende truc waarbij iemand zo stijf als een plank op de rugleuning van twee stoelen ligt, op een rationele manier verklaarbaar. Door sceptici wordt aangenomen dat de diverse trucs niet worden uitgevoerd door middel van buitengewone krachten, maar goochelarij. Rob Nanninga schreef in 1994 een kritisch stuk over hem in Skepter en demonstreerde in 2001 tijdens een aflevering van Het zwarte schaap dat Rostelli, die onder meer beweerde telekinese te kunnen, eigenlijk welbekende (en soms gevaarlijke) goocheltrucs gebruikte zonder dat toe te geven en daardoor mensen misleidde. Nanninga bood hem namens Stichting Skepsis 10.000 gulden aan om zonder trucs te bewijzen dat hij paranormale gaven had, maar Rostelli weigerde. Andere critici verweten hem onethisch gedrag tijdens zijn shows, onder wie Jack Spijkerman die zei een hernia te hebben overgehouden aan een van zijn trucs.